# Ослепительная
Ослепительная (англ. Dazzler, настоящее имя — Элисон Блэр (англ. Alison Blaire)) — супергероиня из комиксов вселенной Marvel Comics, состоящая в команде Люди-Икс. Впервые появилась в выпуске Uncanny X-Men #130 (февраль 1980). Она — мутант со способностью преобразования звуковых волн в световые. Персонаж был создан писателем и редактором Томом Де'Фалко и иллюстратором Джоном Ромита-младшим.
Несмотря на то, что персонаж был задуман как диско-певец, её сместили также и на другие музыкальные жанры. Она снялась в одноимённой сольной серии в начале 1980-х годов, Marvel Graphic Novel под названием Dazzler: The Movie, в четвёртом выпуске ограниченной серии, где с ней сыграл роль также и Зверь под названием «Красавица и Чудовище», который позднее присоединился к актёрскому составу Люди Икс. Она некоторое время была членом группы Экскалибур, прежде чем вновь присоединилась к Людям Икс. Ослепительная заняла 83-е место в списке «100 самых сексуальных женщин комиксов».

## Биография
Способности Элисон Блэр проявились, когда она, будучи начинающей певицей, выступала на школьной дискотеке, но все решили, что неожиданные вспышки света — это технические спецэффекты. Окончив школу, Элисон начала делать карьеру в шоу-бизнесе и добилась успеха под псевдонимом «Диско-Вспышка». Во время пения она использовала свои способности, но по-прежнему никто не догадывался, что это не технические ухищрения, а мутация певицы. Периодически Элисон использовала свои способности против преступников.
В Лос-Анджелесе Ослепительная познакомилась с голливудским режиссёром, который снял о ней фильм и убедил открыть миру свою мутантскую природу. Однако признание Элисон натолкнулось на резкое общественное неприятие. Карьера певицы пошла на убыль. Какое-то время она под вымышленным именем работала на бэк-вокале у известной певицы Лилы Чейни, тоже мутанта. Тогда её телом завладела злобная псионическая сущность Мэйлис, которая высвободила тёмные стороны души Ослепительной и обратила её способности против зрителей на концерте. Мэйлис изгнала Гроза, после чего Люди Икс предложили Ослепительной присоединиться к команде. Она согласилась.
Скоро Ослепительная и другой член Людей Икс, Отстрельщик, полюбили друг друга. Однако ещё с тех пор, когда Шельма была членом Братства Злых Мутантов, она и Ослепительная враждовали. Чтобы сделать Ослепительной очередную пакость, Шельма попыталась отбить у неё красавчика — Отстрельщика и добилась в этом деле кое-каких успехов (по крайней мере, они точно целовались). Их любовный треугольник просуществовал какое-то время, но Отстрельщик, разумеется, предпочел «неприкасаемой» Шельме Ослепительную, с которой мог без проблем встречаться, но скоро они расстались, потому что Отстрельщику пришлось вернуться в свой мир — возглавить боровшееся против Моджо местное подполье. Ослепительная же, как и Псайлок, прошла через портал, дававший человеку новый шанс в жизни. Она потеряла память и вернулась к карьере певицы.
Так продолжалось до тех пор, пока в её доме не появился Отстрельщик с просьбой о помощи. Ослепительная, Лила Чейни и Отстрельщик телепортировались в мир Моджо. Там к Искре вернулась память, и вместе с иксменами они победили Моджо. Люди Икс вернулись в свой мир, а Ослепительная осталась в мире Отстрельщика вместе с возлюбленным и, возможно, родила ему сына по имени Расколотая Звезда, который впоследствии присоединился к Людям Икс. Позже Отстрельщик и Ослепительная несколько раз встречались с Людьми Икс, как правило, спасая от разных неприятностей Икс-малышей (миниатюрные копии Людей Икс, созданные Моджо).
Какое-то время жила на Кракоа. Была убита Нимродом во время событий комикса Hellfire Gala.

## Другие версии

### Ultimate Marvel

Ultimate Ослепительная

Элисон Блэр была восходящей рок-звездой, когда её нашли Люди Икс. Поначалу она отказалась присоединиться к команде, но из-за проблем с алкоголем несколько раз оставалась в школе мутантов на ночь. Она спасла Китти и Бобби во время нападения Зловещего и решила остаться в Школе.
Когда основная команда улетела на задание, Ослепительная подговорила Ангела и Ночного Змея угнать самолёт, чтобы помочь команде с заданием. После того как Ангел взял всю вину за угон самолёта на себя, Элисон поцеловала его.
Между ними начались любовные отношения. Во время спасения Полярис, Элисон вместе с Уорреном проникает в Триксилеон, где её смертельно ранила Леди Смертельный Удар. После этого Блэр впала в кому.
Во время Ультиматума Ослепительная утонула, ослеплённый местью Уоррен участвовал в атаке на Астероид М, но его убил Саблезубый. Вскоре тело Элисон было похоронено вместе с другими погибшими из Людей-Икс.

## Силы и способности
Ослепительная способна преобразовывать звуковые волны в световые. В качестве источника звука предпочитает ритмичную современную поп-музыку, для чего носит с собой плеер. Она способна контролировать направление, цвет, силу и продолжительность своих вспышек, окружать себя сиянием, создавать из лучей света геометрические фигуры и даже голографические изображения, ослеплять людей мощными вспышками света, заставлять терять сознание от хаотических вспышек и создавать подобия лазерных лучей, способные резать практически всё. С помощью этих лазерных лучей Ослепительная окружает себя защитным силовым полем, отклоняющим опасные предметы.
Благодаря своим способностям Ослепительная защищена от яркого света и громких звуков, но при этом не может преобразовывать в свет собственный голос.

## Появление вне комиксов

### Фильмы
- В середине 1980-х годов сценаристу Гэри Годдарду было поручено написать сценарий для фильма, основанного на персонаже "Ослепительная. Её роль должна была сыграть Бо Дерек. Проект был остановлен, пока темпераментный режиссёр Джон Дерек не станет режиссёром фильма[1]. В конечном итоге фильм был отменён.
- В фильме «X2: Люди Икс 2» имя Элисон Блэр упоминается в документах Страйкера на компьютере, когда Мистик прокручивала список мутантов.
- В «Люди Икс: Апокалипсис» когда молодые Джин Грей и Циклоп находятся в магазине виниловых пластинок, Скотт держит одну пластинку с обложкой, где написано «Dazzler» с её фотографией.
- Хелстон Сейдж сыграла Ослепительную в фильме «Люди Икс: Тёмный Феникс», где появляется в качестве эпизодического персонажа[2].

### Мультфильмы
- Ослепительная, озвученная Александрой Стоддарт, является членом команды Людей Икс в пилотной серии невышедшего мультсериала «Прайд из Людей Икс».
- В мультсериале «Люди Икс» 1992—1997 гг. Ослепительная появлялась в двух сериях. В серии «Mojo Vision» она является гримёром у супергероя Счастливчика. В серии «The Dark Phoenix (Part 1): Dazzled» Ослепительная — главный персонаж, клубная певица, которую пытался похитить Дональд Пирс из Клуба Адского Пламени.
- В мультсериале «Росомаха и Люди Икс» Ослепительная даёт концерт на Геноше в серии «X-Calibre».
- Ослепительная упоминается в качестве певицы, дающей концерт, в мультсериалах «Совершенный Человек-паук» и «Халк и агенты У.Д.А.Р.».

### Видеоигры
В игре Spider-Man 2 (2023) в парке развлечений можно найти аттракцион под названием «Сцена Ослепительной».

## Критика и отзывы
- Героиня была определена на 83 место в списке 100 самых сексуальных героинь комиксов по версии Comics Buyer’s Guide[4].